# Skövde Stadshus AB
Skövde Stadshus AB är ett svenskt förvaltningsbolag som agerar moderbolag för de verksamheter som Skövde kommun har valt att driva i aktiebolagsform. Bolaget ägs helt av kommunen.

## Bolag
Källa: 
- Aktiebolaget Skövdebostäder (100%)
- Balthazar Science Center AB (100%)
- Eonen Fastigheter AB (100%; vilande)
- Kreativa Hus Skövde AB (100%)
  - Mariesjö Kreativa Hus AB
  - Skövde Eldaren AB
  - Västfast i Skaraborg AB
- Next Skövde Destinationsutveckling AB
- Science Park Skövde AB (49%)
- Skövde Energi AB (100%)
  - Skövde Energi Elnät AB (100%)
- Skövde Mark, Exploatering och Utveckling AB (100%)
  - Skövde Exploatering Eldaren AB
    - Kaplansgatan 23 Fastigheter AB
    - Kartåseneldaren 6 AB

  - Skövde Exploatering Mariesjö AB
    - Skövde Exploatering AB

  - Skövde Flamman 3 AB
  - Skövdetegelbruket Exploatering AB
    - Mörkebäcken fastighets AB